# セクシーショット
セクシーショットは、2000年にマルホンが開発かつ発売したカメラ小僧を主人公とした現金機デジパチ。

## 特徴
- 全ての図柄で大当たり終了後、100回転のチャンスタイム（時短）に突入（全スペック共通）。非確率変動機種だが、奇数図柄が赤いデザインになっている。

## スペック
- 『セクシーショットX』
  - 大当たり確率 1/237
  - 大当たり図柄 「0～9、かばん、帽子、ハイヒール、口紅」
  - 大当たり終了後 100回転の時短
  - 賞球数 5&13 大当たり16R10C
- 『セクシーショットZ』
  - 大当たり確率 1/237
  - 大当たり図柄 「0～9、かばん、帽子、ハイヒール、口紅」
  - 大当たり終了後 100回転の時短
  - 賞球数 5&11 大当たり16R10C
- 『セクシーショットV』
  - 大当たり確率 1/201
  - 大当たり図柄 「0～9、かばん、帽子、ハイヒール、口紅」
  - 大当たり終了後 100回転の時短
  - 賞球数 5&10 大当たり16R10C

※ 大当たり確率数値は全てメーカー発表値。

## 演出
- 「プリントアウトリーチ」
- 「シャッターチャンス 」
- 「のぞきロングリーチ」
- 「あっ！！ 」